# Courteenhall
Courteenhall est un village du Northamptonshire, en Angleterre.